# Супербоул LIV
Супербоул LIV (англ. Super Bowl LIV) — 54-й матч Супербоула, 50-й в современной эре НФЛ и 100-го сезона НФЛ, решающая игра Национальной футбольной лиги в сезоне 2019 года. Матч прошёл 2 февраля на «Hard Rock Stadium» в городе Майами-Гарденс (штат Флорида, США).
Это был шестой Супербоул в Майами-Гарденс, где ранее проходили Супербоулы 1989, 1995, 1999, 2007, 2010 годов и шестнадцатым для штата Флорида.
В матче получили право играть лучшая команда Американской футбольной конференции — «Канзас-Сити» и Национальной футбольной конференции — «Сан-Франциско».

## Предыстория игры
Стадион в Майами был выбран в качестве места проведения Супербоула на собрании владельцев НФЛ 24 мая 2016 года. Его конкурентом был стадион Raymond James Stadium расположенный в Тампе (Флорида) и принимавший четыре Супербоула (последний Супербоул XLIII в 2009 году).
Сан-Франциско и Канзас-Сити впервые играли между собой в Супербоуле. Также они не встречались в регулярном чемпионате 2019 года. Всего же в регулярных сезонах они провели между собой 13 игр, по победам впереди 49ers — 7-6.
Для Сан-Франциско это стала седьмая игра в Суперболуе и первая после Супербоул XLVII в 2013 году, когда они проиграли Балтимор Рэйвенс 34-31. Разница побед и поражений на момент игры 5-1. Для Канзас-Сити это был третий Супербоул и первый после слияния AFL-NFL в 1970 году. Разница побед и поражений на момент игры 1-1. Они потеряли поражение в самом первом Супербоуле 1967 года от Грин Бэй Пэкерз (35-10) и выиграли Супербоул IV в 1970 году, победив Миннесота Вайкингс 23-7.
Игра стала первой когда в Супербоуле встречались команды, использующие в качестве основного цвета красный.
Главный тренер команды 49ers Кайл Шэнахен вместе со своим отцом Майком Шэнахенем образовали первый дуэт отец-сын, которые приводили свои команды к участию в Супербоулу в качестве главных тренеров. Старший Шанахан ранее выиграл Супербоул XXXII и XXXIII в качестве главного тренера Денвер Бронкос.

## Медиа и шоу
В Marlins Park прошла Ночь открытия Супербоул. В Bayfront Park — Супербоул Live, в то время как Miami Beach Convention Center проходил Супербоул Experience.
Перед началом игры Деми Ловато исполнила Гимн США, а Иоланда Адамс песню America the Beautiful.
26 сентября 2019 года было объявлено, что Дженнифер Лопес и Шакира выступят в перерыве матча в Хаф-тайм шоу.
Член Зала Славы квотербек Джо Монтана, который играл за обе команды во время своей карьеры в НФЛ, пошутил в Твиттере, сказав: «Вы услышали от меня первым. Я гарантирую, что моя команда выиграет Супербоул».

## Трансляция

### Телевидение
В рамках существующей ротации между телевизионными партнёрами NFL Fox, NBC, и CBS, Супербоул LIV транслировался на телеканале Fox вместе с испаноязычным Fox Deportes.
В интернете игра была доступна через приложения Fox Sports, FOX NOW, Yahoo! Sports (как часть долговременного партнёрства между НФЛ и Verizon Media) и NFL app., а также сайт FOXSports.com.
В России игру можно было посмотреть на Viasat Sport.

### Радио
По всей территории США игру транслировала радиосеть Westwood One.
В то же время флагманские радиостанции команд — KNBR/KSAN в Сан-Франциско и KCFX в Канзас-Сити также транслировали игру в пределах родных городов.

### Реклама
Fox повысил стоимость показа 30-секундного рекламного ролика с 5 до 5,6 млн долл. 22 ноября 2019 года телеканал объявил о продаже всего рекламного времени. В рамках инициативы НФЛ по настройке и оптимизации коммерческой нагрузки во время матчей, Fox сделал четыре рекламных перерыва вместо пяти каждую четверть, хотя каждый из них был дольше.
На фоне предстоящих президентских выборов и внутрипартийных демократических кокусов рекламу купили республиканский кандидат Дональд Трамп и демократический кандидат Майкл Блумберг. В противовес прошлогодним закупкам рекламы в рамках Супербоул LIII, Anheuser-Busch на этот раз купил только четыре 60-секундных ролика.

## Ход матча
Во второй раз победу в Супербоуле, спустя 50 лет, одержал «Канзас-Сити Чифс», обыграв «Сан-Франциско Форти Найнерс» 31-20.
Квотербек «Чифс» Патрик Махоумс был признан самым ценным игроком матча, совершив 26 точные передачи из 42 на 286 ярдов, сделав 2 перехвата и заработав 2 тачдауна на пасе и 1 на приёме. Он присоединился к Терри Брэдшоу и Тому Брэди в качестве единственного квотербека в истории Супербоула, кто выиграл MVP, несмотря на многочисленные перехваты. Он также стал самым молодым игроком, когда-либо получавшим награду — в 24 года и 138 дней.

### Первая половина
После того, как «Чифс» были вынуждены бить пант на первом владении, Сан-Франциско прошел 62 ярда за 10 розыгрышей в том числе 32-ярдовый пас. Робби Гоулд закончил серию с 38-ярдовым филд голом, чтобы дать 49-ерс преимущество 3-0. Канзас-Сити ответил, пройдя 75 ярдов за 15 розыгрышей. Махоумс пробежал один ярд, чтобы дать «Чифс» преимущество 7-3 с 31 секундой, оставшейся в первой четверти.
Во втором розыгрыше второй четверти квотербек 49ерс Джимми Гаропполо был вынужден бросить поспешный пас который был перехвачен защитником Башо Бриландом, давая Канзас-Сити первый даун на их собственной 44-ярдовой линии. Махоумс завершил удачно 28-ярдовый пас Сэмми Уоткинсу. Несмотря на это Харрисон Баткер был вынужден бить 31-ярдовый филд гол, давая «Чифс» лидерство 10-3. Сан-Франциско ответил, переместив мяч на 80 ярдов за семь розыгрышей. В последней игре Гаропполо бросил 15-ярдовый тачдаун. Игра была ничейной 10-10 с пятью минутами до конца половины. Штраф после возврата не дал хорошего поля Канзасу. И они дали секундам истечь.

### Вторая половина
Сан-Франциско принял мяч во второй половине матча и прошёл 60 ярдов в девяти розыгрышах. Гулд закончил серию удачным 42-ярдовым филд голом. Сан-Франциско лидирует 13-10. Защитник Фред Уорнер перехватил пас Махоумса на следующем розыгрыше. Гаропполо смог увеличить лидерство 49-ерс до 20-10 с 2:35, оставшимися в третьей четверти.
В следующей атаке Канзас-Сити, Махоумс бросил пас который был перехвачен корнербеком Тарвариусом Муром, который вернул его на семь ярдов к линии 20-ярдов 49ерс с 12:15, оставленным в игре. Канзас-Сити получил мяч, оставив в игре чуть более девяти минут, и продолжил делать тачдауны на следующих трёх владениях. Сначала они прошли 62 ярда. После того, как вызов Сан-Франциско пробили пант, Канзас-Сити сделал 65-ярдовый проход по полю, сделав тачдаун для лидерства 24-20 с менее чем тремя минутами, оставшимися в игре.
В ответ Сан-Франциско быстро доехал до 49-ярдовой линии «Чифс». После трёх не выполненных пасов 49-ерс решили играть четвёртый даун, но не прошли, с 1:33 оставшихся в игре. «Чифс» прошли все поля для 38-ярдового тачдауна, чтобы увеличить преимущество Канзас-Сити до 31-20 с 1:12 оставшимися в игре. Сан-Франциско прошли до середины поля, но квотербек бросил перехват, который выиграет для Канзаса игру впервые за 50 лет и второй за всю историю.